# Inter (Automarke)

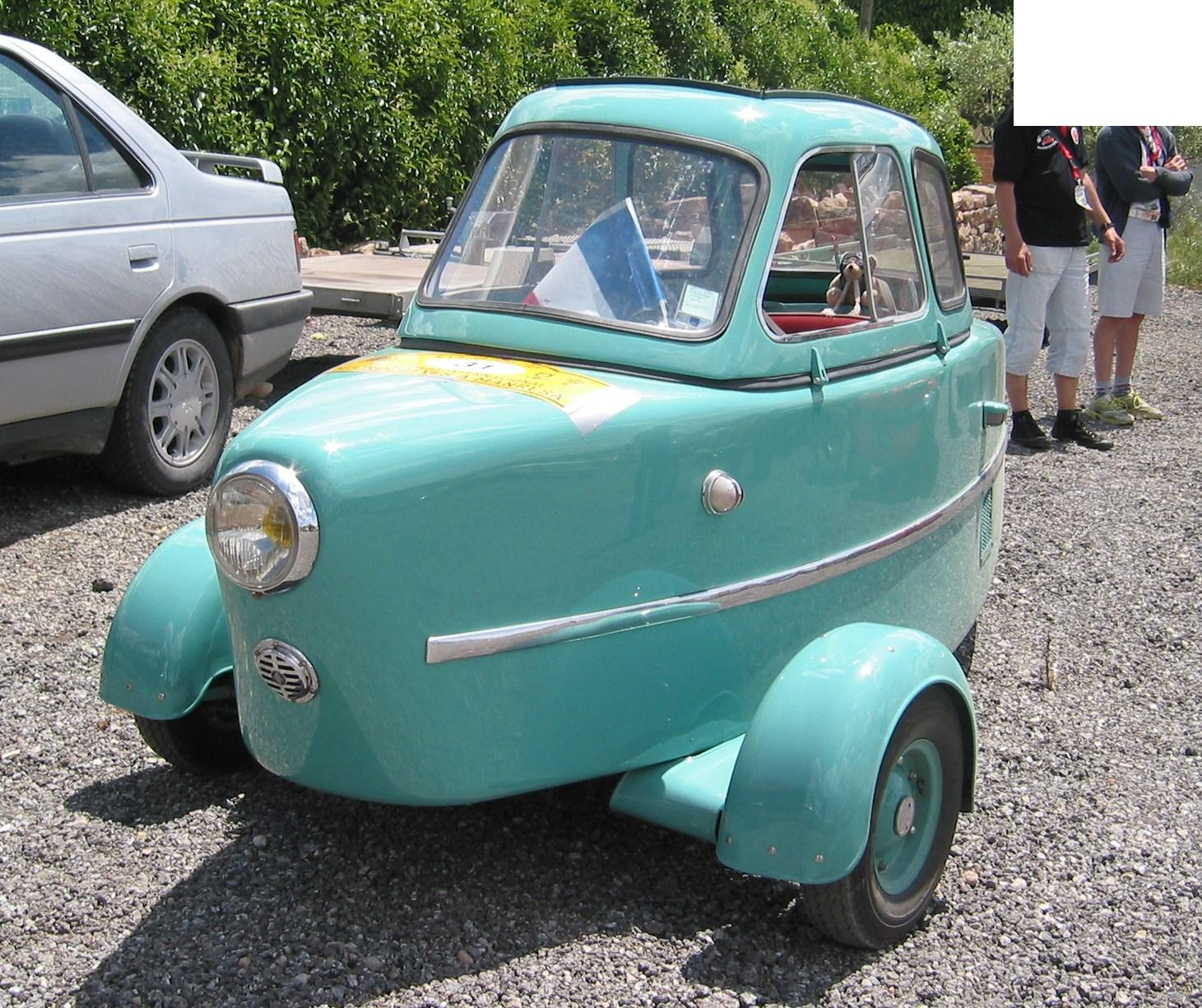
Inter Kabinenroller

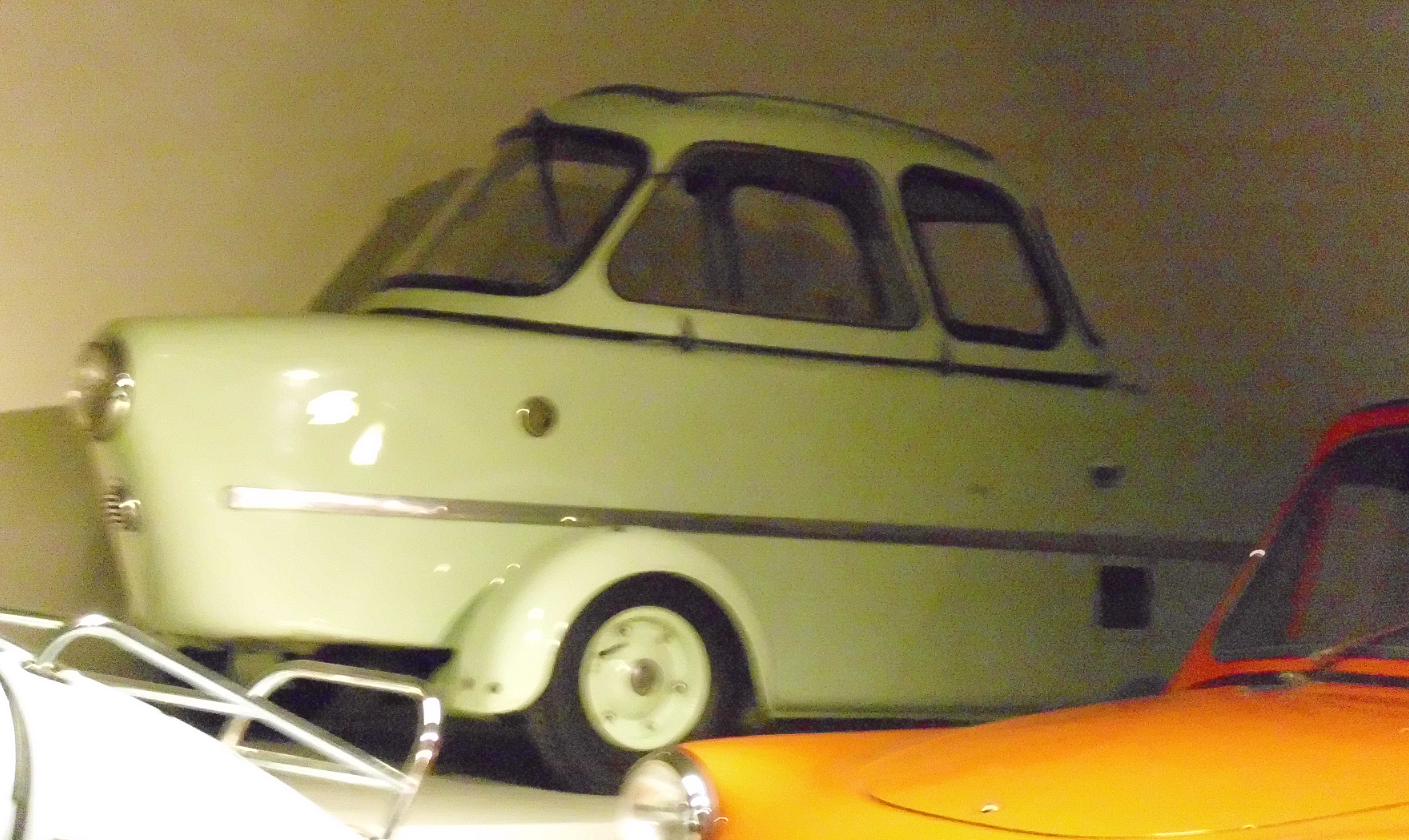
Inter im Louwman Museum in Den Haag

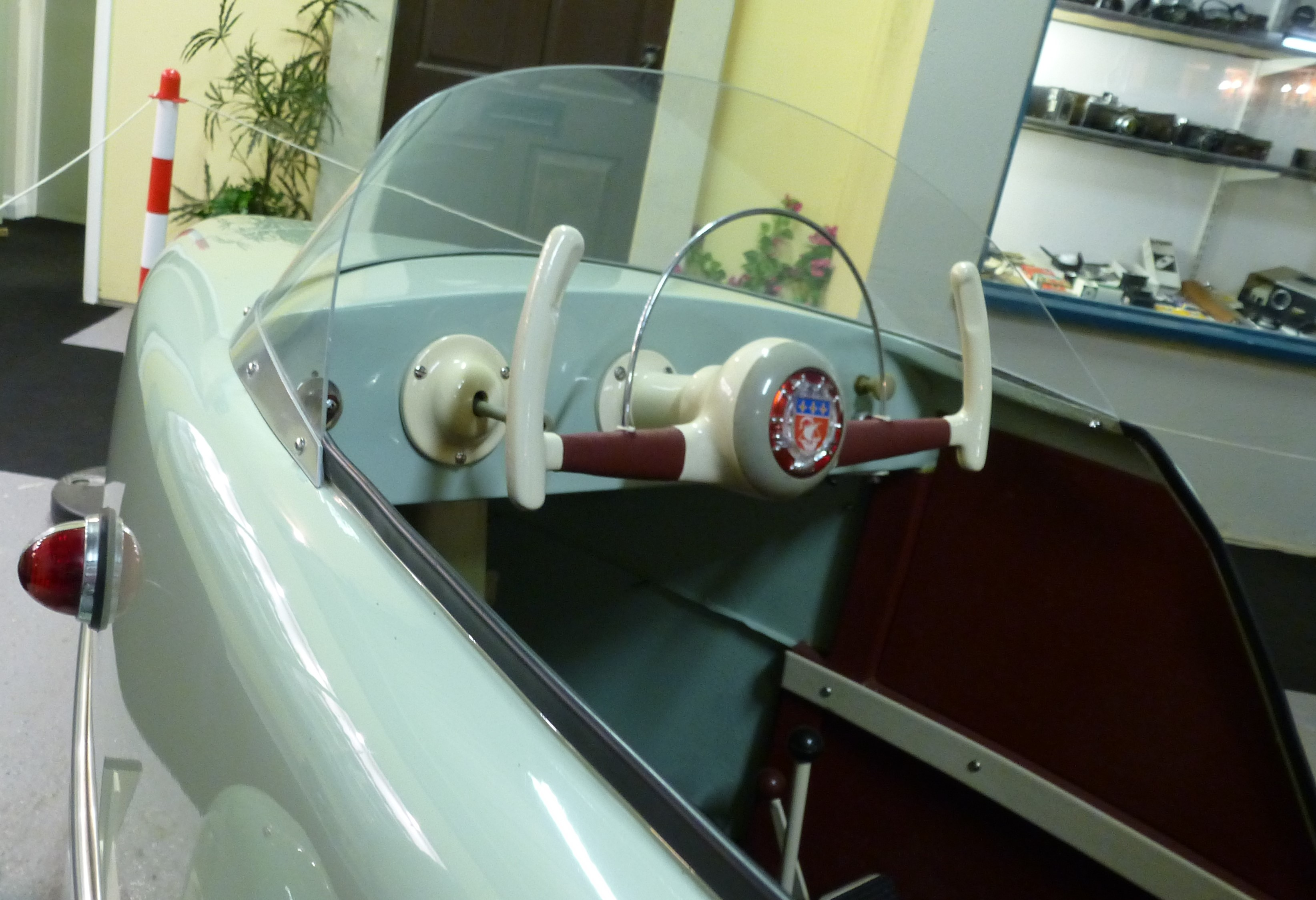
Interieur

Inter war eine französische Automarke.

## Unternehmensgeschichte
Ateliers Électromagnétiques de la Seine aus Saint-Ouen an der Seine entwarf 1953 einen Kleinstwagen. Die Produktion fand bei der Société Nationale de Construction Aéronautique du Nord in Lyon statt. 1956 endete die Produktion. Insgesamt entstanden etwa 100 Automobile.

## Fahrzeuge
Im Angebot stand nur ein Modell. Dabei handelte es sich um einen Coupé ohne Seitentüren mit aufklappbarem Dach ähnlich dem Messerschmitt Kabinenroller. Es war ein Dreirad, bei dem sich das einzelne Rad hinten befand. Der Einzylindermotor mit 175 cm³ Hubraum und 8 PS Leistung kam von Ydral, war vor dem Hinterrad montiert und trieb das Hinterrad an. Das Fahrzeug bot zwei Personen hintereinander Platz. Besonderes Merkmal war die klappbare Vorderachse, sodass die Fahrzeugbreite zum Parken verringert werden konnte, ähnlich dem Reyonnah.
Ein Fahrzeug dieser Marke ist in der Louwman Collection im niederländischen Den Haag zu besichtigen.